# Nationalpark Karula
Der Nationalpark Karula (estnisch Karula rahvuspark) ist ein Nationalpark im Süden Estlands.

## Gebiet
1979 wurde Karula als Landschaftsschutzgebiet ausgewiesen, seit 1993 ist er Nationalpark. Sein Gebiet beträgt 11.097 ha. Er umfasst etwa ein Drittel des Höhenzugs von Karula. Die höchste Erhebung ist der 137 m hohe Rebasejärve Tornimägi.
Das Gebiet umfasst vor allem das historische Kirchspiel von Karula, in dem sich die alten ländlichen Traditionen bis heute erhalten haben. Heute leben etwa 200 Menschen dauerhaft innerhalb der Grenzen des Nationalparks. Sie sprechen meist den südestnischen Võro-Dialekt als Muttersprache. 157 historische Bauernhöfe befinden sich auf dem Gebiet des Nationalparks, die teils sehr gut restauriert worden sind.

## Landschaft
Die Landschaft des Nationalparks ist abwechslungsreich. Neben Wäldern (70 % des Territoriums) finden sich zahlreiche kleinere Moore, 38 Seen sowie zahlreiche Weiher und Bäche. Der größte See ist der Ähijärv  mit einer Wasseroberfläche von 176,2 ha.

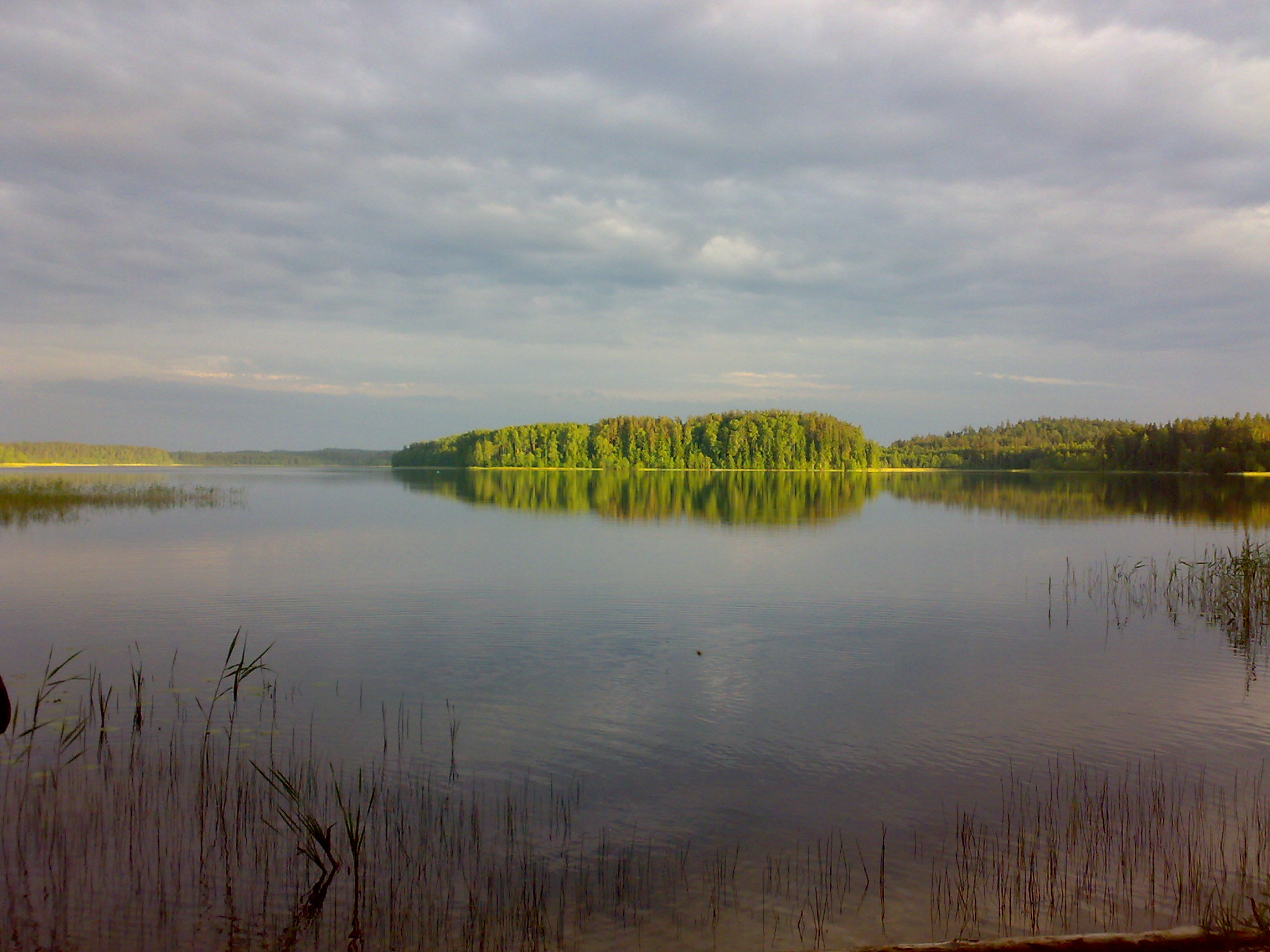
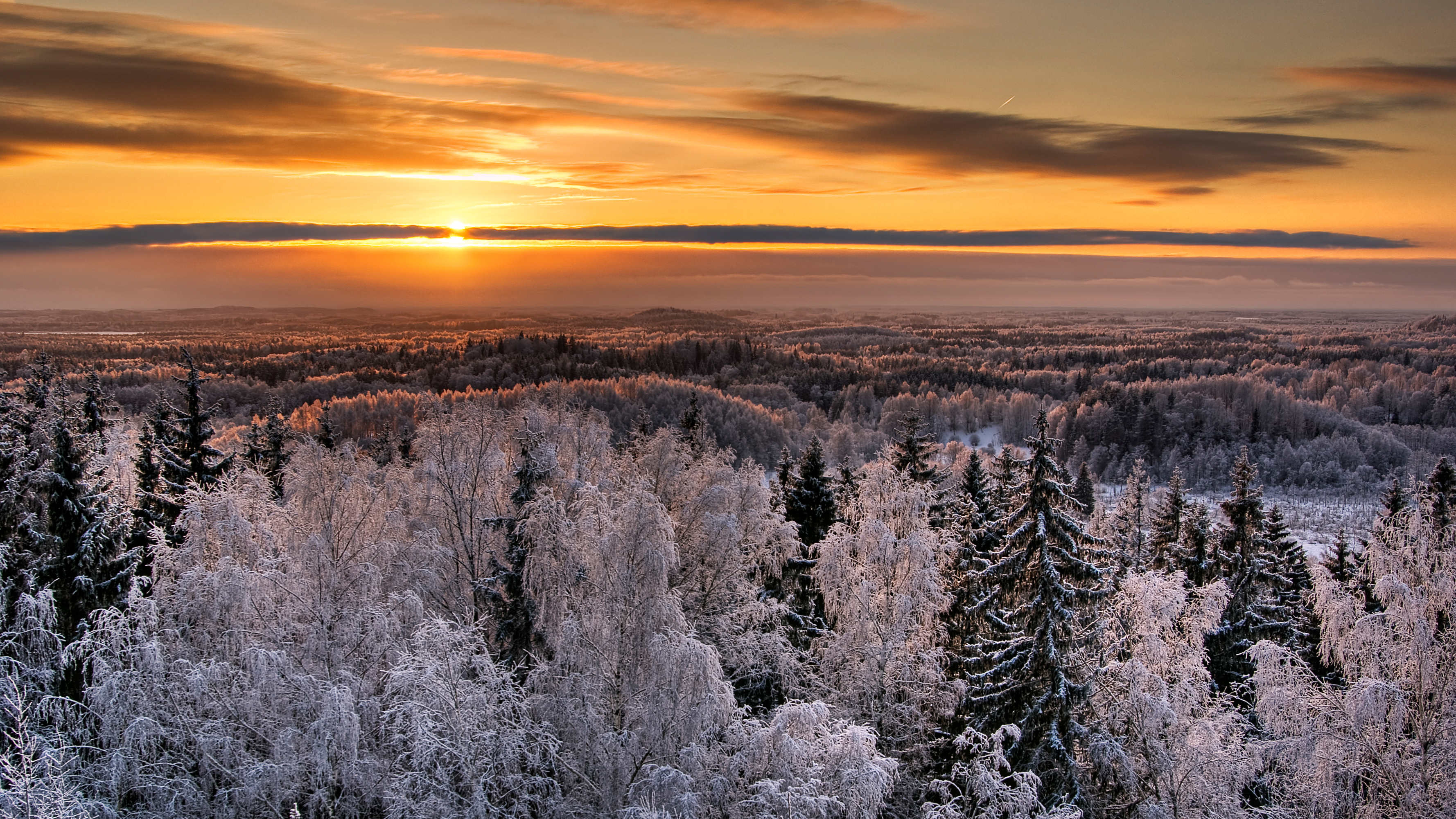
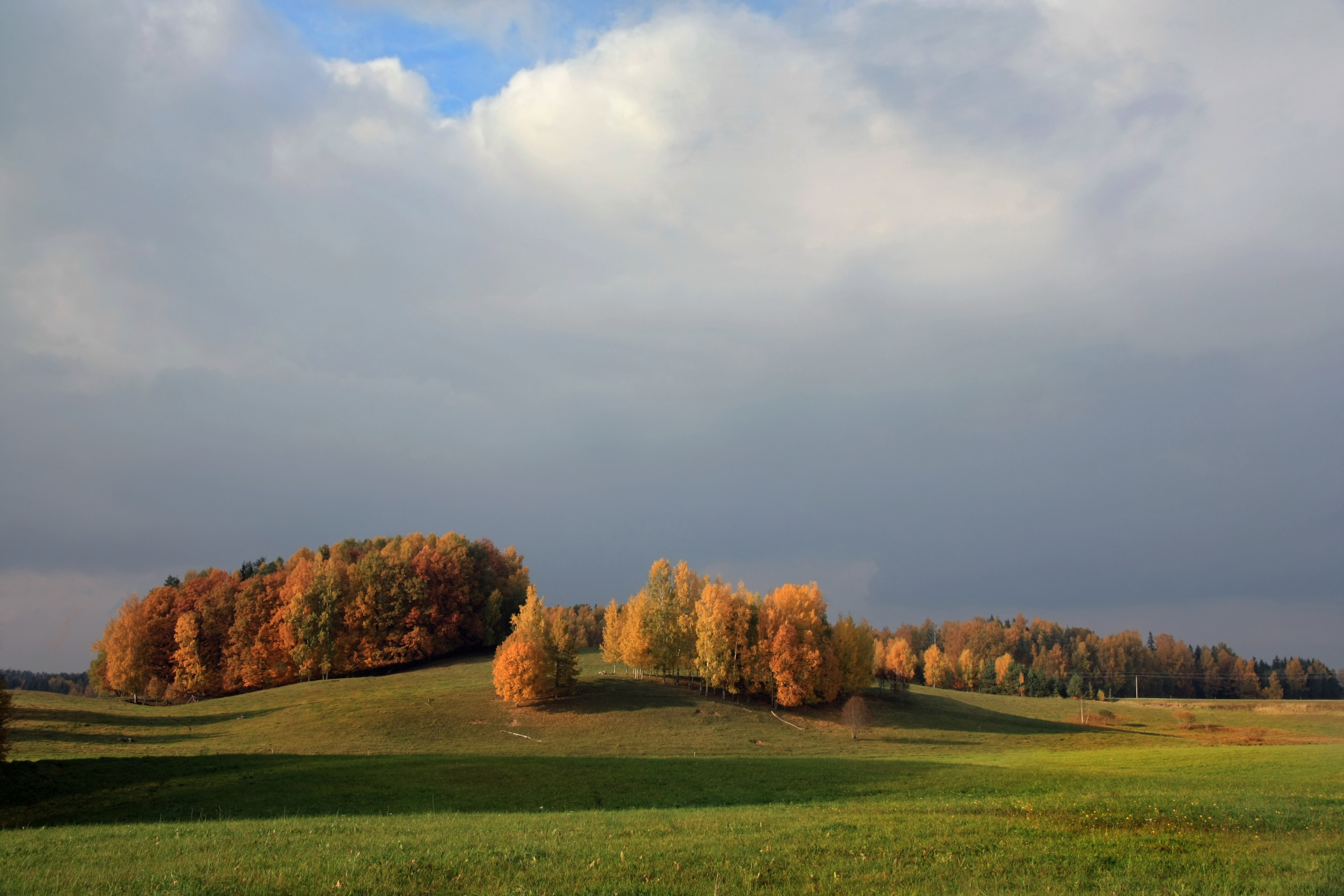
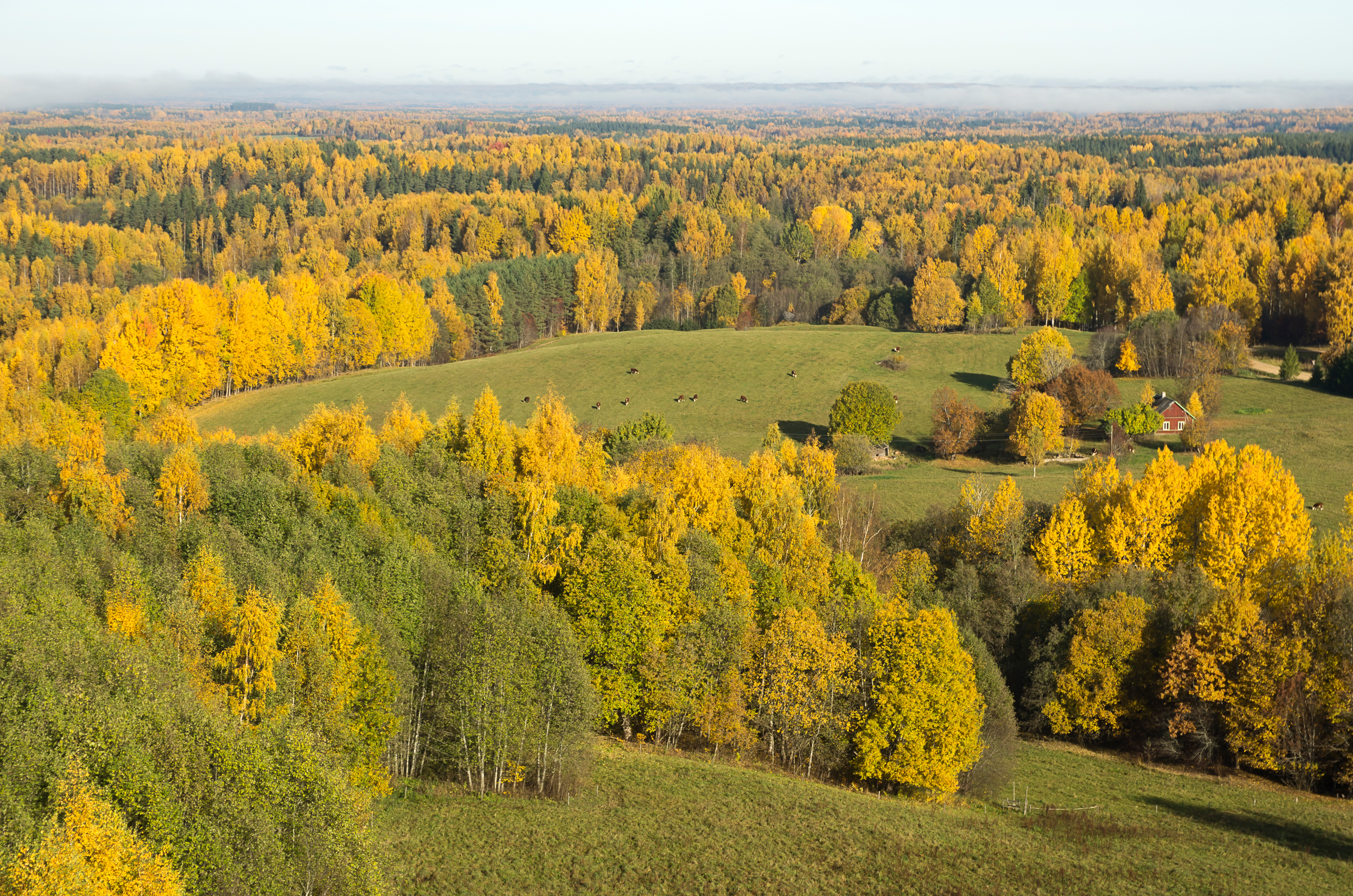

## Fauna
Im Nationalpark Karula wurden bislang elf verschiedene Arten von Karpfenfischen nachgewiesen. Daneben finden sich zahlreiche andere Süßwasserfische wie eine große Population Steinbeißer. Bekannt ist der Nationalpark auch für seine 13 verschiedenen Arten von Hummeln und neun Arten von Ameisen. 157 Vogelarten finden sich auf seinem Gebiet, darunter Fischadler, Schreiadler, Wachtelkönig und Schwarzstorch.
Der Nationalpark verzeichnet 42 Arten von Säugetieren, darunter die Nordfledermaus, die Wasserfledermaus und die Rauhautfledermaus. Besonderen Schutz genießen der Fischotter und die Teichfledermaus.

## Flora
Im Nationalpark Karula finden sich 431 verschiedene Arten von Gefäßpflanzen. Zu den besonders geschützten Arten gehören einige Orchideen-Arten sowie einige Rautenfarne. Außerdem findet man einige für Estland seltene Pilze wie verschiedene Wulstlinge und Milchlinge.